# Habitatge al carrer Palau, 7 (Rupit)
L'Habitatge al carrer Palau, 7 és una casa de Rupit i Pruit (Osona) inclosa a l'Inventari del Patrimoni Arquitectònic de Catalunya.

## Descripció
Casa de carrer coberta a dues vessants amb el carener paral·lel a la façana, orientada a migdia. A l'extrem dret s'hi adossa un garatge. El portal és de forma rectangular, i es troba descentrat respecte al cos de l'edificació. Al damunt hi ha un sobrearc i al costat del porta s'hi obre una finestra rectangular, al primer dues més amb l'ampit motllurat i espieres i al segon dues més de les mateixes característiques, però de dimensions més reduïdes. A la banda de llevant, a nivell del primer pis, hi ha un ampli jardí i horta que s'aguanten sobre unes grosses arcades situades a la riba de la riera de Rupit. La part de ponent és gairebé cega.
Aquesta casa, com el palau, duu la inscripció següent: "SOLER" i a la finestra de la planta baixa hi ha l'any "1614". És construïda amb pedra unida amb morter.

## Història
Antiga casa lligada segurament al palau notarial, amb el qual fa espona, i que data de principis del segle xvii. Passat el despoblament del segle xiv, la vila de Rupit experimentà un lent creixement que arribar al punt més àlgid al segle xvii, fenòmens molt generalitzat, però que aquí fou més notable degut sobretot a l'establiment de francesos a la vila durant la guerra dels Segadors al 1654.